# Еккель, Матей Вацлав
Матей Вацлав Еккель, серболужицкий вариант — Мачий Вяцлав Якула, немецкий вариант — Матиас Венцель Еккель (в.-луж. Maćij Wjacław Jakula, чеш. Matěj Václav Jäckel, нем. Mathias Wenzel Jäckel; 11 сентября 1655[…], Виттихенау, Каменц — 16 января 1738[…], Прага, Земли Чешской короны[…]) — серболужицкий скульптор, известный своими барочными произведениями, находящимися в Чехии и Саксонии.

## Биография
Родился 11 сентября 1655 года в Кулове (Виттихенау) в семье серболужицкого ремесленника Яна Якулы. Изучал искусство в Дрездене в классе немецкого скульптора Мельхиора Бартеля. В 1684 году переехал в Прагу, где открыл собственную мастерскую в Старом городе. В следующее время им были созданы многочисленные скульптуры в основном на религиозные темы в Праге, Чески-Крумлове, Дрездене, Виттихенау, Паншвиц-Кукау. Самые известные его работы находятся на Карловом мосту в Праге («Дева Мария с младенцем и святая Анна» (1707) и «Мадонна и святой Бернхард» (1709), «Дева Мария и святой Фома Аквинский»).

## Избранные скульптуры
- 1691: Девять скульптур на моровом столбе в Чески-Крулове
- 1700—1701: Скульптуры в церкви святого Иосифа в пражском Старом городе
- Скульптуры на главном алтаре в церкви святого Фомы Аквинского в Праге
- 1718—1720: Одиннадцать скульптур в монастыре Мариенштерн, Лужица
- 1719: Скульптура святого Петра на фасаде Лужицкой семинарии в Праге

## Галерея
- Дева Мария и святой Бернхард
- Дева Мария и святой Фома Аквинский
- Дева Мария с младенцем и святая Анна